# Marcos 14

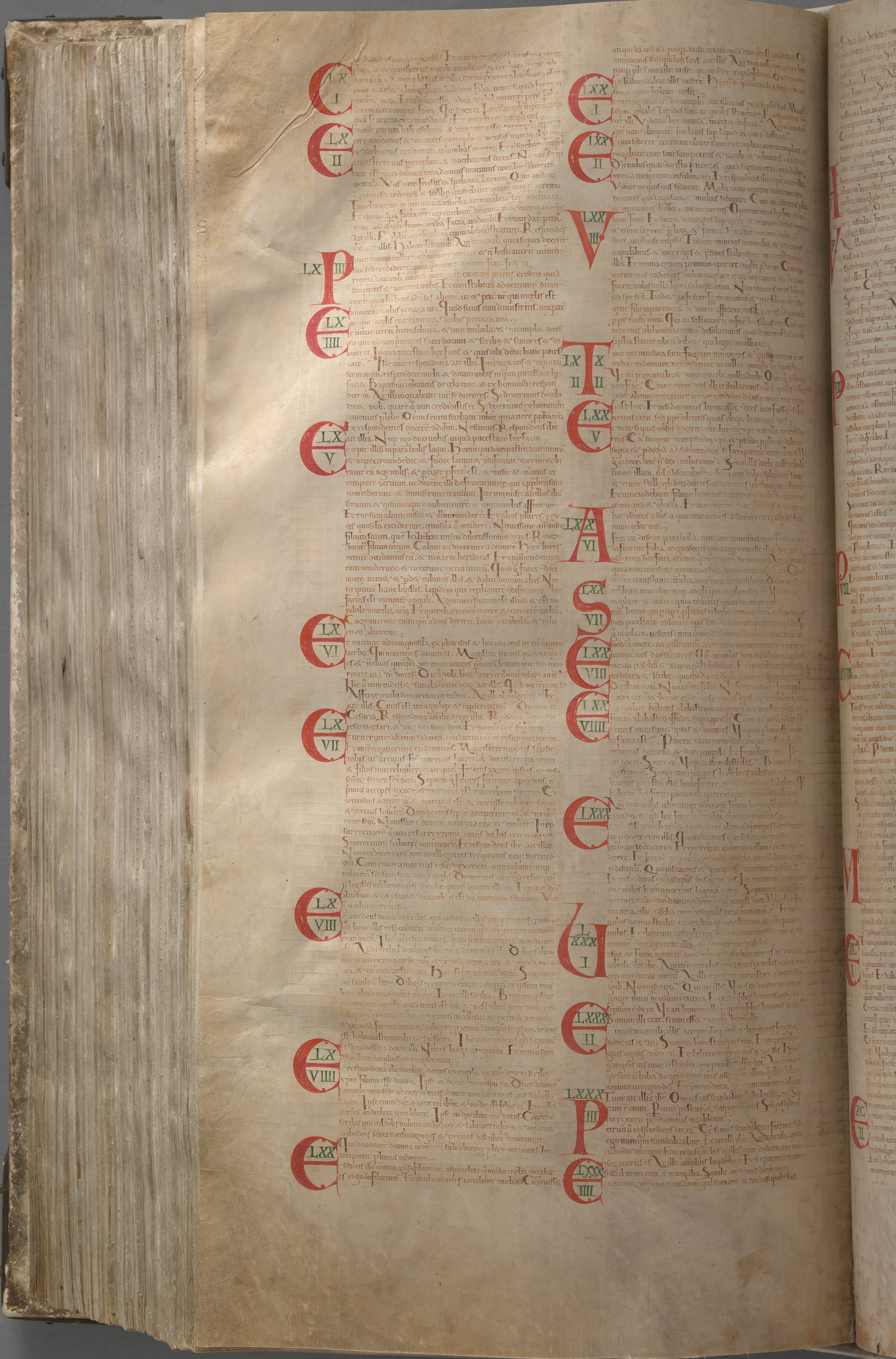
El texto latino de Marcos 11:10-14:32 en el Códice Gigas

Marcos 14 es el decimocuarto capítulo del Evangelio de Marcos del Nuevo Testamento de la Biblia cristiana. Contiene el complot para matar a Jesús, su unción por una mujer, la Última Cena, la predicción de su traición y las tres negaciones de Pedro Apóstol. Comienza entonces la Pasión de Jesús, con el huerto de Getsemaní y la traición de Judas Iscariote y el arresto de Jesús, seguido del Juicio de Jesús ante el Sanedrín y la negación de Pedro de Jesús.
Con 72 versículos, es el capítulo más largo del Evangelio de Marcos. El capítulo del Evangelio de Mateo que cubre el mismo material, Mateo 26, tiene 75 Versículos. El material de este capítulo se presenta de forma algo diferente en Lucas 22, que tiene 71 Versículos. El arresto de Jesús en Getsemaní, su juicio y las negaciones de Pedro se encuentran en Juan 18:1-27.

## Texto
El texto original fue escrito en griego koiné.

### Testigos textuales
Algunos manuscritos tempranos que contienen el texto de este capítulo son:
- Codex Vaticanus (325-350; completo)
- Codex Sinaiticus (330-360; completo)
- Codex Bezae (~400; completo)
- Codex Alexandrinus (400-440; completo)
- Codex Ephraemi Rescriptus (~450; completo)

## La Última Cena

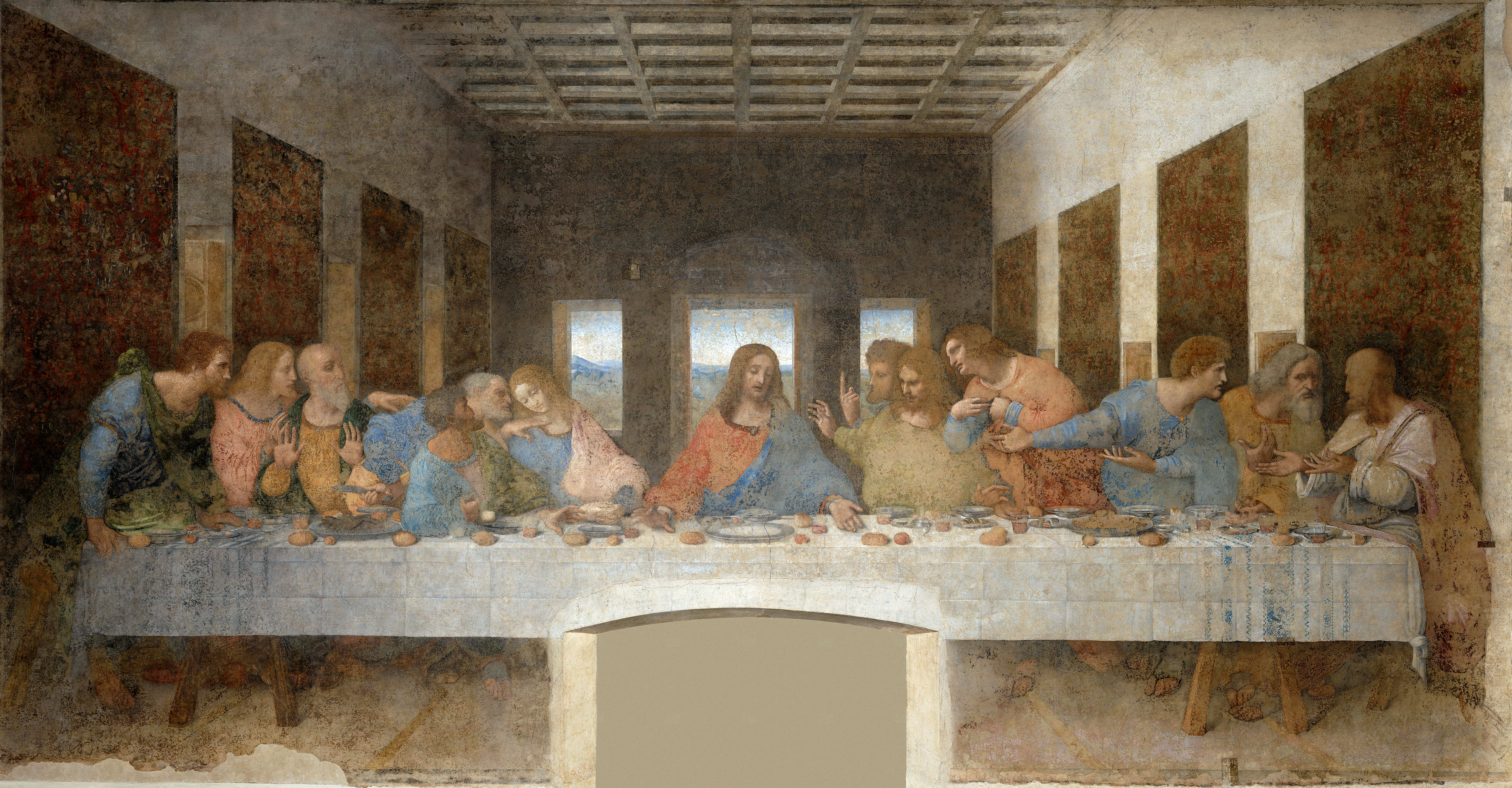
La última cena (L'Ultima Cena) de Leonardo da Vinci

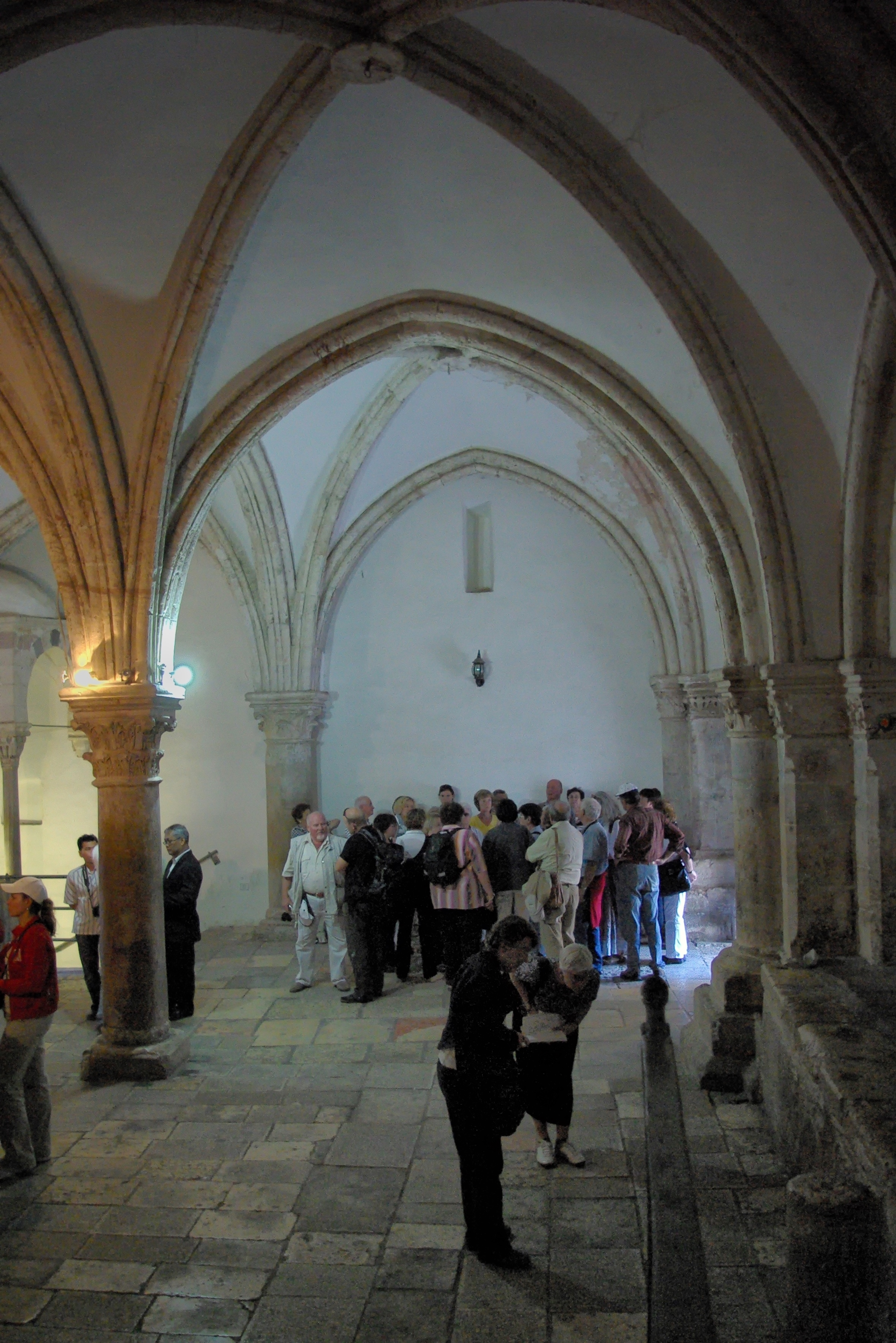
El Cenáculo del Monte Sión, reivindicado como el lugar de la Última Cena y Pentecostés. Bargil Pixner afirma que la Iglesia de los Apóstoles original se encuentra bajo la estructura actual.